# Station Nittedal
Station Nittedal is een station in Nittedal in fylke Viken in Noorwegen. Het station ligt aan Gjøvikbanen. Het stationsgebouw is een ontwerp van Paul Armin Due en werd geopend in 1900. Nittedal wordt bediend door lijn L3, de stoptrein die pendelt tussen Oslo en Jaren. Daarnaast stopt lijn R30 in Nittedal. Deze rijdt door tot Gjøvik.